# Zavezniška invazija na Italijo
Zavezniška invazija na Italijo je del druge svetovne vojne. Gre za skupek vojaških operacij Zaveznikov med junijem 1943 in majem 1945, ki so bile namenjene strmoglavljenju fašistične Italije in uničenju nemških enot, ki  naj bi jih po predvidevanjih Nemci poslali Italiji na pomoč. Ta prvi del invazije se obravnava kot italijanska kampanja, ki naj bi usodno ošibela nemške sile na ostalih evropskih bojiščih. Po zaključku kampanje se je zavezniška invazija nadaljevala na severno Italijo do zasedbe Trsta.
Operacijo je izvedla 15. armadna skupina pod poveljstvom generala Harolda Alexandra (vključno z ameriško peto armado pod vodstvom generala Marka W. Clarka in britansko osmo armado pod poveljstvom generala Bernarda Montgomeryja), in sicer v dveh delih, najprej z osvojitvijo Sicilije, nato z izkrcanji in napredovanjem po Apeninskem polotoku.    

## Ozadje in načrtovanje
Jeseni 1942. so Britanci pod Montgomeryjevim vodstvom zavzeli El Alamein in s tem dejansko izpodrinili Nemce iz Afrike. Istočasno so Eisenhowerjeve čete uspešno pristale na severnih afriških obalah. Nemci so sicer kljub problemom pod Stalingradom poslali vojaški kontingent v Tunizijo, vendar niso mogli ustaviti zavezniškega osvajanja. Sredozemlje je bilo v zavezniških rokah, kar je dovolilo nemoten napad na Apeninski polotok, kjer se je fašistična oblast – kljub Mussolinijevemu optimizmu – vidno krhala. 
Britanci so bili prepričani, da bo njihov prihod na Sicilijo takoj povzročil padec italijanske vlade in odprl pot na sever; načrt je celo predvideval ustanovitev večje letalske baze v okolici Foggie, od koder naj bi zavezniški bombniki v kratkem času lahko dosegli vso Italijo in predvsem osrednjo Evropo. To bi sprostilo pomorsko pot za vojaške operacije na Bližnjem vzhodu in v Tihem oceanu ter omogočilo večjo dobavo orožja Sovjetski zvezi. Poleg tega bi napad na Italijo ustavil nemške sile in jih zadržal stran od vzhodne fronte, kakor je zahteval Josif Stalin.
Anglo-ameriški generali so sporazumno izdelali načrt operacije, vendar ga je britanski general Montgomery ostro kritiziral. Njegova različica je bila sicer vzeta v poštev, a z velikimi pomisleki. Razprave so se povlekle in končno je prevladal Montgomeryjev projekt, čeprav so mnenja v vodstvu ostala globoko razdeljena. Vsekakor je Eisenhower podpisal načrt, ki je dodeljeval Britancu vodilno vlogo operacije, medtem ko so bili Američani postavljeni na rob dogajanj.
Nesoglasja v vojaškem vodstvu Zaveznikov so zahtevala vrhunski sestanek najvišjih predstavnikov obeh držav. Američani so vztrajali pri načrtu zamrznjenja operacij v Sredozemlju takoj po zavzetju Sicilije in nato velikega napada na Evropo preko Rokavskega preliva. Britanci pa so hoteli nadaljevati s pritiskom na Apeninski polotok “do uničenja Italije”, kar bi prisililo Nemčijo na popolno fragmentacijo vojaških sil. Ameriški predsednik Franklin D. Roosevelt in britanski premier Churchill sta se udeležila burne konference Trident, ki je trajala od 12. do 24. maja 1943 in ki se je zaključila s kompromisom. Novi načrt je predvideval napad na Francijo in premestitev dobrega dela zavezniških čet iz Sredozemlja v Veliko Britanijo kot pripravo na operacijo Overlord. Medtem naj bi Eisenhower, po predvidenem totalnem uspehu na Siciliji, ukrepal po svoji uvidevnosti “za dosego umika Italije z vojnega pozorišča”, kar naj bi bilo po britanskem predvidevanju dosegljivo s skromnim kontingentom bojevnikov. Konkurenca in rivalstvo med Američani in Britanci, ki sta bila očitna že od samega začetka vojne, se je tudi v tem primeru jasno pokazala.
Tudi sile osi so imele probleme v vodstvu. Po izgubi Libije in Tunizije ter po katastrofalnem porazu v Rusiji je bila italijanska vojska močno oslabljena in demoralizirana. Mussolini se ni zavedal težkega stanja oziroma ga ni hotel priznati, a njegovi ožji sodelavci so jasno uvideli začetek konca. General Vittorio Ambrosio, načelnik vrhovnega štaba oboroženih sil, je predlagal odstop od zavezništva z Nemčijo, vendar ga Duce ni poslušal. Nasprotno je nastalo stanje pravilno razumel sam Hitler, zato je Mussolinija podprl, saj je potreboval njegovo sodelovanje. V predvidevanju napada s strani zavezniških sil je Hitler poslal na polotok nadaljnji dve diviziji pod poveljstvom Alberta Kesselringa. Razen tega je odobril vrsto operacij pod skupnim imenom Operacija Achse (ali Fall Achse), ki naj bi bile potrebne v primeru italijanske kapitulacije . Ko je 17. junija Mussolini uradno prosil za pomoč, mu je Hitler poslal še tri oklepne divizije. Tako je bilo v Italiji pred zavezniško invazijo kar osem dobro izkušenih nemških divizij.
Vendar je bila fašistična oblast že v globoki krizi. Mussolini ni hotel poslušati raznih predlogov o diplomatski rešitvi situacije ali o odstopu države iz zavezništva osi ali celo o koaliciji manjših evropskih držav. Vodstva oboroženih sil in civilnih administracij so si prizadevala najti vse mogoče politične izhode iz krize in kralj Viktor Emanuel III. je začel pripravljati razrešitev Mussolinijevih pooblastil. Celo nekateri visoki predstavniki Fašistične stranke so se javno uprli proti diktaturi, vendar Mussolini ni še uvidel nevarnosti, temveč je z običajno vnemo spodbujal k nadaljevanju vojne.

## Področje spopadov in strategije
Invazija na Italijo je morala upoštevati geomorfologijo Apeninskega polotoka. Lovska letala so lahko dosegla določene cilje samo s krova letalonosilk, na katere je pa prežala budna mornarica osi. Zaradi tega je bilo potrebno zavzetje Sicilije, od koder bi lovci nemoteno leteli na celotni polotok. Zavezniki namreč niso načrtovali prilastitve Apeninskega polotoka, temveč samo uničenje sovražnega režima, zato niso uporabili vse razpoložljive sile, na primer bombnikov, ki bi lahko dosegli vsako točko na polotoku. Nasprotno pa Hitler ni upošteval strateške pomembnosti južne Italije. Menil je, da je bolje izkoristiti naravne zapreke vzdolž polotoka, zato je koncentriral svoje čete na najteže prehodnih točkah. Narava sama in hude zime Apeninov naj bi bili najboljša ovira prodiranju Zaveznikov, čeprav bi bili obsežni predeli južne Italije izgubljeni za sile osi. Ta taktika sploh ni predvidevala redne uporabe nemških letal, zato so pa Zavezniki vse pogosteje uporabljali zračne napade, tako proti nemškim položajem, kot tudi proti mestom severne Italije, ki naj bi Nemčijo preskrbovala z industrijskimi proizvodi.
Tudi razmerje sil je bilo zelo neuravnoteženo: Zavezniki so imeli 57 tisoč mož, 1220 artilerijskih enot, 1320 oklepnikov, Nemci samo 29 tisoč mož, 665 artilerijskih enot in 400 oklepnikov. Medtem ko se Nemci po padcu fašizma niso mogli veliko zanesti na pomoč republikanskih Italijanov (Italijanska socialna republika), je Zaveznikom pomagalo okoli 60 tisoč partizanov, ki so napadali Nemce iz severa. Odločilnega pomena je bila letalska flota Zaveznikov, ki je dejansko onesposobila nemško preskrbo s potrebščinami in dohod svežih čet. To se je najprej pokazalo v pomanjkanju goriva, ki je onemogočilo tako manevre kot urejeno umikanje.
Današnji zgodovinarji izpostavljajo tudi dejstvo, da niti Hitler niti Zavezniki niso dovolj upoštevali italijanske komponente, se pravi da so šteli Apeninski polotok in Sicilijo za nikogaršnje ozemlje, poseljeno z ljudstvom, ki bo apatično prisostvovalo dogajanju.

## Invazija na Sicilijo
Dne 9. maja 1943 so Zavezniki po silovitem bombardiranju zavzeli otok Pantelleria, kjer se je nahajala letališka steza strateškega pomena. Po enem mesecu so bili zavzeti tudi otoki Lampedusa, Linosa in Lampione. 
Dne 9. julija sta se izkrcali na jugozahodni sicilski obali 7. armada ZDA (pod vodstvom generala Pattona) in britanska 8. armada (pod poveljstvom generala Montgomeryja), skupno 181 tisoč vojakov, 600 tankov in 1800 topov. Pozneje se je izkrcalo še več divizij, tako da je bilo ob koncu operacije na Siciliji okoli 467 tisoč zavezniških vojakov. Začetna vojska osi je bila sestavljena iz 6. italijanske armade (200 tisoč mož) in nekaterih nemških divizij (sprva 30 tisoč mož, pozneje 60 tisoč). 
Patton se je izkrcal na jugozahodni obali, Montgomery na jugovzhodni. Britanci so napredovali vzdolž vzhodne sicilske obale, kjer so se spopadali z nemškimi branitelji. Pattonova armada je pa brez večjih težav dosegla Palermo in ga zavzela, nakar se je takoj usmerila proti vzhodu, da bi zasedla Mesino in s tem pretrgala vse zveze osi s polotokom. Ustavili so jih Nemci, ki so tako omogočili umik svojih čet preko Mesinskega preliva: Sicilijo je zapustilo okoli 40 tisoč nemških vojakov z 9789 terenci, 51 tanki in 163 topovi, plus 62 tisoč italijanskih vojakov z 227 terenci in 41 topovi.
Zasedba Sicilije je bila velikega političnega pomena, saj je dokončno prepričala italijanske vojaške voditelje o neizbežnosti predaje, ki se je dejansko zgodila že 3. septembra. Nemci so sicer predvideli italijanski odstop, čeprav se z njim niso strinjali, zato so utrdili obrambne položaje na polotoku in pripravili Operacijo Achse. 

## Padec Mussolinijeve vlade
V potek zavezniške invazije na Italijo se kronološko postavlja politični preobrat v vodstvu Kraljevine Italije, vključno s strmoglavljenjem Mussolinija, razdorom fašističnega režima in nastopom odporniškega gibanja.
Že 19. julija sta se Hitler in Mussolini osebno srečala, vendar je šlo v glavnem le za Hitlerjevo zagovarjanje vsestranskega nadaljevanja bojev, ki ga je Mussolini pasivno sprejemal brez vsakega prepričanja. To je prepričalo vojaško hierarhijo z Dinom Grandijem na čelu, pa tudi samega kralja, da je treba Mussolinija onesposobiti. Dne 25. julija ga je Viktor Emanuel III. dal aretirati; imenoval je novo vlado pod vodstvom Pietra Badoglia, ki je takoj uradno potrdil zavezništvo z Nemčijo in namen, da se vojna nadaljuje. V resnici so tako Badoglio kot ostali predstavniki vlade samo želeli izstopiti iz vojne in so s to izjavo le skušali pridobiti na času. Hitler pa je bil dovolj prefinjen politik, da je te namere pravilno razumel, zato je nemudoma sprožil Operacijo Achse: Kesselring je bil zadolžen za evakuacijo Sicilije in obrambo južne Italije, medtem ko je bil Rommel premeščen v Bologno in novih osem divizij je prišlo v severno Italijo, ena pa, padalska, v okolico Rima.
Na zavezniški strani se je medtem pripravljala Operacija Overlord. Sprejeta je bila tudi odločitev, da se invazija na Italijo nadaljuje 9. septembra z izkrcanjem čet v Salernu. Badoglio je Zaveznikom napovedal predajo in jim predlagal, naj istočasno sprožijo obširno akcijo v podporo Italijanom, zato je bil tudi napovedan nastop ameriških padalcev na ozemlje mesta Rim. Dne 3. septembra je bila predaja podpisana v kraju Cassibile, vendar so se Američani premislili v zvezi z intervencijo padalcev, zato je Badoglio potreboval, da se vest o predaji trenutno zamrzne. Kljub temu pa je na večer 8. septembra Eisenhower uradno razglasil kapitulacijo Italije in Badoglio jo je moral uradno potrditi. Hitler je takoj pospešil Operacijo Achse: Wehrmacht je povsod razorožila italijanske vojake, ki večinoma sploh niso razumeli, za kaj se gre, saj niso bili obveščeni o političnem dogajanju; v severni Italiji je Rommel zasedel večja mesta in aretiral cele divizije Italijanskih vojakov; Kesselring je skoraj brez boja osvojil Rim; na balkanskih bojiščih so Nemci brutalno zasedli večino ozemlja in deportirali v Nemčijo več kot 600 tisoč italijanskih vojakov.
Že 9. septembra je bil ustanovljen CLN Comitato di Liberazione Nazionale (= Komite narodne osvoboditve), organizirano odporniško gibanje, iz čigar vrst je izšla večina ustanoviteljev poznejše republike. Kralj in Badoglio sta v Brindisiju rekonstruirala vlado in 13. oktobra napovedala vojno Nemčiji, s čimer je Kraljevina Italija postala sobojevnica Zaveznikov. Medtem je Hitler osvobodil Mussolinija in ga prepričal, da ustanovi novo kolaboracionistično državo, tako imenovano RSI, Italijansko socialno republiko.

## Invazija na polotok
Čeprav so Zavezniki že 3. septembra zasedli kalabrijsko obalo, se je predvideno izkrcanje v Salernu (Operacija Avalanche) zgodilo 9. septembra, istočasno z britanskim zavzetjem mesta Taranto (Operacija Slapstick). Slednje je bilo potrebno za zasedbo Foggie in Amendole, kjer je bilo tedaj največje vojaško letališče v Evropi. Po hudih bojih in izgubi okoli 3500 vojakov, so se Nemci 16.9. umaknili proti notranjosti tako iz Salerna kot iz Foggie. V istem času so se nemške čete umaknile tudi iz Sardinije in Korzike. 
Po pridobitvi Salerna je načrt zavezniškega prodiranja na sever predvideval zavzetje Neaplja ter združitev ameriških in britanskih čet na bregovih reke Volturno, onstran katere je bila nastanjena glavnina nemške vojske. Vendar so Nemci težko poškodovali vse ceste na področju in minirali vse dostope do Neaplja, kakor tudi večino javnih in trgovskih struktur v mestu samem. Ko so poleg tega pospešili čistke med civilnim prebivalstvom, so se ljudje uprli. V štirih dneh spopadov med nemškimi vojaki na eni strani ter italijanskimi vojaki in civilisti na drugi je umrlo veliko število Italijanov, vendar ni na razpolago natančnih podatkov: lokalni zapisi govorijo o 168 vojakih in 159 civilistih, državna komisija je pozneje priznala vsega skupaj 155 žrtev, mestno pokopališče pa je v tistih dneh izvršilo kar 562 pokopov. Zavezniške čete, ki so se medtem z nepredvideno težavo približale Neaplju, so 1. oktobra vkorakale v dejansko že osvobojeno mesto, saj so ga Nemci že prejšnji dan zapustili.

## Proti Rimu
Naslednja etapa je bil Rim, ki so ga tako Britanci kot Američani hoteli doseči kot prvi. Britanci so nameravali napredovati po jadranski obali do Pescare, kjer bi se združili s komandosi, prišlimi po morju, nato bi skupno šli proti zahodu do Rima in s tem obkolili nemške čete. Dejansko je 8. armada napredovala zelo počasi, ker so bili mostovi na reki Biferno porušeni. Medtem so Nemški tanki napadli čakajoče komandose in samo končni prihod armade jih je prisilil k umiku. Američani so na drugi strani polotoka prišli do reke Volturno, prve nemške obrambne linije, in jo po sedmih dneh bojevanja zavzeli.
Zavezniki so se znašli v nepredvidenih težavah, tako zaradi nemških napadov kot tudi zaradi skrajno težavnega apeninskega teritorija in vremenskih razmer, ki so dejansko onemogočali napredovanje. V prvi polovici novembra so bili tako Američani kot Britanci pred naslednjo nemško obrambno linijo, to je linijo Gustav, ki se je raztezala preko vsega polotoka, od Jadranskega do Tirenskega morja. Istočasno se je spremenil tudi sestav vojske zaradi priprav na Operacijo Overlord. Štiri ameriške divizije in tri britanske so bile umaknjene iz Italije; nadomestili so jih korpus francoskih kolonialnih sil, odsek kanadskih specialnih čet, dve diviziji Poljakov in motorizirana brigada italijanskih partizanov.
Tako imenovana zimska ofenziva se je začela s prebojem Britancev, ki so zmagoslavno poročali, da je pot do Rima odprta, vendar so se jim nemške čete kaj kmalu zoperstavile pri mestu Ortona, ki si je v tistih dneh prislužilo vzdevek “italijanski Stalingrad”. Bitke so bile zelo hude, tako da tudi po nemškem umiku zavezniške sile niso bile več dovolj močne, da bi bistveno napredovale. Ena od zadnjih nemških akcij pred umikom je bilo bombardiranje pristanišča mesta Bari, ki je bilo glavno oporišče za preskrbo 8. britanske armade in letališča pri Foggi. Na večer 2. decembra je Luftflotte bombardirala pristanišče in osem tovornih ladij je utrpelo večje poškodbe, 17 plovil je pa potonilo, kar je za skoraj mesec dni onesposobilo vsak promet. Najhujša posledica pa je bila poškodba ene od zasidranih ameriških ladij, ki je dovažala iperit, kar je povzročilo ogromne zastrupitve tako med ameriško vojsko kot med italijanskim civilnim prebivalstvom, tudi zaradi uradnega prikrivanja dejstva, da je bil strup sploh prisoten. Dejansko je zaradi zastrupitve umrlo okoli tisoč vojakov in prav toliko civilistov, ki bi se bili večinoma lahko rešili že s samim umivanjem in izpiranjem ran, a niso bili o tem poučeni.
Decembra se je odvilo več spopadov z zmagami in izgubami na obeh straneh. Po dolgih in krvavih bojih so tako Američani kot Britanci ustavili napad, ne da bi okrnili linijo Gustav. Ob koncu leta 1943 je ofenziva na italijanskih tleh postala manj zanimiva, saj se je pripravljala operacija Overlord. Tako Eisenhower kot Montgomery sta bila odpoklicana in nadomestila sta ju Henry Maitland Wilson in Oliver Leese.

## Osvoboditev Rima
Čeprav je Churchill podprl izvedbo operacije Overlord, je bil še vedno prepričan, da bi najboljša taktika bila prodor Zaveznikov preko Italije in Ljubljane do Alp. Operacija Shingle je predvidevala britanski napad na linijo Gustav v višini Cassina, ki naj bi toliko obremenil nemško obrambo, da bi prezrla izkrcanje zavezniških čet v kraju Anzio na severu linije. Tako so se vrstili razni napadi v smeri Cassina, ki pa niso dosegli večjih uspehov; nasprotno, Zavezniki so utrpeli ogromne izgube, Nemci pa so utrdili svoje sile s pošiljko dveh dodatnih divizij na območje. Izkrcanje v Anziu dne 22. januarja 1944 je tako poteklo nemoteno in je res presenetilo Nemce; pot proti Rimu je bila dejansko odprta. Vendar samo za tri dni, kajti Kesselring je nemudoma poslal tja padalce in pancerje, medtem ko so zavezniški vojaki še utrjevali pridobljeno obalno oporišče. Šele 30. januarja so se zavezniške čete odpravile proti Rimu, a bilo je prepozno. V treh dneh bojevanja so izgubili okoli 3000 mož in tretjino oklepnikov; tudi nemške čete so bile zdelane in začela se je dolga pozicijska vojna. Medtem so se nadaljevali napadi na področju Cassina, vendar brez večjih sprememb. Omembe vredno je prvo bombardiranje samostana Montecassino, ki so ga Zavezniki zaradi zmotnih informacij imeli za nemško oporišče. V resnici samostan ni bil v nemških rokah, šele po tem prvem bombardiranju se je med razvaline nastanila nemška vojska, ki je tako celo pridobila ugodno obrambno točko. Kljub nesoglasjem v vodstvu so Zavezniki ponovno napadli bivši samostan in okolico dne 15. marca s težko ofenzivo 550 bombnikov in 748 terenskih topov, vendar Cassina niso zavzeli. Tudi napadi na bajonet so samo povečali število človeških žrtev in zavezniške čete so se umaknile. Tudi v tretji bitki za Cassino so zmagali Nemci. Linija Gustav ni bila predrta in pozicijska vojna pri Anziu je obtičala.
Vojaško vodstvo Zaveznikov se je moralo reorganizirati. Postalo je nujno, da se zasedba Rima izvede pred začetkom Operacije Overlord, ki je bila predvidena za 5. junij, saj naj bi to priklicalo dodatne nemške sile v Italijo in tako zrahljalo obrambo normandijske obale. Zato je bila zasnovana Operacija Diadem, ki je v glavnem pomenila odločilni napad na linijo Gustav. Kot priprava naj bi se izvedla Operacija Strangle, to je masovno bombardiranje nemškega zaledja na Apeninih. Strangle je bila uspešno izpeljana in je precej prizadela predvsem logistiko nemške vojske, vendar se obstoječe stanje v praksi ni spremenilo. Operacija Diadem je z zelo hudimi spopadi napredovala in se nadaljevala vse od 11. do 25. maja, ko so Nemci zapustili linijo Gustav in se strnili za naslednjo obrambno pregrado, linijo Caesar.
Zahtevne okoliščine nenehnega bojevanja so povzročile visoko živčno napetost med bojevniki: tako pri Nemcih kot pri Zaveznikih so nastala pomembna nasprotovanja v vojaškem vodstvu. Na eni strani je Kesselring večino sodelavcev obtožil nesodelovanja; na drugi strani je dokončno izstopilo skrajno rivalstvo med Američani in Britanci. Na bojiščih so se namreč odvijala zadnja dejanja Operacije Diadem (osvojitev Rima), Nemci so morali zapustiti tudi linijo Caesar in se umakniti iz Rima do Trazimenskega jezera. Dne 5. junija, en sam dan pred izkrcanjem v Normandiji, so Zavezniki dospeli v Rim, a general Clark je samo ameriškim četam dovolil, da so se udeležile slavja, ki ga je priredilo rimsko ljudstvo.

## Napredovanje proti severu
Operacija Diadem je sicer dosegla svoj namen, a ni bistveno spremenila stanja na bojiščih, saj so Nemci organizirali utrjeno in kompaktno obrambo le malo nad Rimom. Razen tega je bila pozornost zavezniških sil usmerjena predvsem na zahodno fronto, zaradi česar so bile ameriške in francoske čete, skupno devet divizij, premeščene v Provanso. Na italijanskih tleh so ostali dejansko samo Britanci, demoralizirani in brez konstruktivnih načrtov za nadaljnje napredovanje. Nasprotno je bil nemški tabor zelo bojevit in dobro pripravljen. Kesselring je pozneje priznal, da so ga v tej fazi nasprotniki celo podprli, saj niso uporabili zračnih sil, predvsem pa se niso povezali z italijanskimi partizani na severu polotoka, s pomočjo katerih bi zlahka obkrožili celotno nemško vojsko. Tako so Nemci skoraj nemoteno dosegli obrambno linijo Albert, medtem ko so se nadaljevala dela na glavni in odločilni zapreki na Apeninskem polotoku, to je na Gotski liniji. Linija Albert je bila prebita 1. julija, vendar se Nemci niso umaknili brez boja. Posebno so se znašali nad civilnim prebivalstvom in ujetimi partizani, ki so se jim že povsod zoperstavljali. Leta 1996 so Nemci objavili sledeče podatke: Med 8. septembrom 1943 in 2. majem 1945 so pripadniki Wehrmachta, esesovci in policisti usmrtili okoli 11.400 italijanskih vojakov, 44.720 italijanskih partizanov in nadaljnjih 9.180 italijanskih mož, žensk in otrok.
Britanci so sedaj lahko uveljavili svoj začetni načrt velike ofenzive v Italiji in so sprožili operacijo Olive. Po vrnitvi večjega števila čet so tako julija 1944 zavezniške sile na Apeninskem polotoku znašale 900 tisoč mož, proti 300 tisoč Nemcev. Kljub nenehnim bitkam so bili Zavezniki prepričani, da je pot na sever skoraj odprta. Churchill, ki si je prišel osebno ogledat bojišča, je dne 19. septembra sporočil Stalinu, da bodo zavezniške čete v kratkem ugonobile nemško vojsko in prodrle do Ljubljane, oziroma bodo v primeru nemškega umika vsaj osvobodile “lombardsko nižino”.
Vendar ni šlo vse po predvidevanjih. Operacija Olive, ki je bila načrtovana za zajetje nemške vojske v klešče, je obtičala v dolgih in krvavih bitkah, ki so trajale kar dva meseca, ne da bi dosegle predvideni cilj. Gotska linija je bila sicer mestoma predrta, kar pa ni prineslo večjih sprememb. Frontna črta na jugu Padske nižine se ni premaknila vse do naslednje pomladi. Pozicijska vojna je dovolila nemškim četam, da so obrnile pozornost na italijanske partizane, ki so jih napadali s severa. V ta namen so izvršile več brutalnih represij in povračilnih napadov na civilno prebivalstvo, med drugim s poboji v Marzabottu. Decembra so Zavezniki ustavili vse operacije, tudi zaradi vremenskih ovir, ki so onemogočale vsako napredovanje po naplavinskem terenu. Churchill je razočaran priznal, da je bila bitka za Gotsko linijo “popoln neuspeh, ki je za osem mesecev zavrl zasedbo Italije in prodor na Dunaj ter osvoboditev jugovzhodne Evrope”. Zavezniške čete so bile demoralizirane in zgodilo se je več dezertacij.
Omembe vreden je napad, ki ga je ob koncu decembra izvršila proti Zaveznikom divizija Italijanske socialne republike, Mussolinijeve marionetne države. Po prvotnem uspehu so se morali Italijani vrniti na prejšnje položaje, vendar je dogodek pomemben za razumevanje tedanjega vzdušja med Italijani, ki so doživljali državljansko vojno istočasno z borbo proti okupatorju na eni strani in z uporom bivšemu zavezniku na drugi strani.

## Zaključna ofenziva
Po propadu Gotske linije je bilo stanje zelo podobno tistemu iz prejšnjega leta, le da so bila bojišča 300 km bolj na severu in Nemci niso imeli za seboj več nobene naravne ali vojaške pregrade, Zavezniki pa so čakali le na ugodne vremenske razmere za naval preko Padske nižine. Dne 9. aprila so Britanci izvedli prvi uspešen napad, nakar so se operacije pospešeno vrstile; 14. aprila so zasegli vznožje Alp, 20. aprila je poljska divizija osvojila Bolonjo, 24. aprila je bila reka Pad popolnoma premoščena. Zadnja bitka se je odvila 27. aprila pri kraju Fornovo, kjer se je okoli 15 tisoč Nemcev predalo. Že 25. aprila so partizani osvobodili Milano. Podobno je tudi v Torinu CLN dne 25. aprila proglasil splošno vstajo, s čimer so partizani prevzeli oblast, in Zavezniki so 3. maja vstopili v mesto.
Ko je postalo jasno, da bo nemška vojska v Italiji poražena, je namreč CLN odredil splošno ljudsko vstajo v večjih mestih in istočasno vračanje partizanskih čet iz gorskih utrdb in gozdov. To je bilo potrebno predvsem za zaščito še obstoječih infrastruktur in tovarn pred morebitnim uničenjem s strani umikajočih se nemških enot, pa tudi za prevzem dejanske oblasti nad teritorijem pred prihodom Zaveznikov. Tako so bila v drugi polovici aprila pridobljena mesta Bolonja, Genova, Torino in Milano.
Mussolini je že 17. aprila zapustil Salò in skušal v Milanu organizirati kak sporazum z voditelji odporniškega gibanja. Ti so zahtevali brezpogojno vdajo Salojske republike in Mussolini je obljubil odgovor po posvetovanju s sodelavci, a tega ni storil. Svoje somišljenike je razrešil vsake dolžnosti in jim svetoval pobeg preko Alp, sam pa ni maral zapustiti Italije. Nemška osebna straža, ki ga je po Hitlerjevem naročilu stalno spremljala, ga je končno prepričala, da je skušal pobegniti skupaj z zadnjimi somišljeniki, a partizani so prestregli kolono in aretirali vse bežeče. V naslednjih dneh so usmrtili 26 fašistov. Mussolini je bil usmrčen 28. aprila. Istega dne so bili postreljeni tudi ostali.
Spričo dejanske kapitulacije na vseh italijanskih frontah je feldmaršal Kesselring pristal na predajo, ki je bila podpisana v mestu Caserta in je začela veljati ob 14h dne 2. maja 1945. V severni Italiji in Avstriji je okoli milijon nemških vojakov položilo orožje. To je bil zaključek italijanske kampanje Zaveznikov.

## Konec invazije
Po predaji nemške vojske je bilo predvideno, da Američani napredujejo proti zahodu do zasedbe Genove, Milana in Torina, medtem ko naj bi se Britanci obrnili na vzhod ter zasedli Benetke in Trst. Novozelandski odsek zavezniške vojske je napredoval proti Trstu, kjer naj bi se združil z jugoslovansko vojsko.
Britanci so se pa morali soočiti z nekaterimi problemi. Predvsem je bilo treba upoštevati namen jugoslovanske vojske, da zavzame ozemlje Julijske Krajine vse do Soče, kar je pomenilo, da bi Britanci ob Soči morali zaključiti svoj prodor in bi ne prišli do Trsta, ki bi bil očitno že v jugoslovanskih rokah. Dejansko pa končni cilj Zaveznikov ni bil »osvoboditev« Trsta, temveč »zasedba« njegovega pristanišča. Če bi Jugoslovani že osvobodili Trst, bi se morali Britanci zadovoljiti z delitvijo ozemlja na dve zasedbeni območji, o čemer pa zavezniški Američani niso marali niti slišati, saj bi tak dogovor privilegiral Jugoslovane pri mirovni konferenci. Zanimivo je, da je predsednik Truman vztrajno prepričeval Britance proti dogovoru, a odločno nasprotoval posegu ameriških čet v nastale »balkanske zdrahe«. Ta ameriški odnos do realnega stanja je negativno vplival na Britance, ki so pa perfektno razumeli situacijo, zato je bilo njihovo napredovanje proti Trstu skrajno previdno, saj v resnici ni imelo potrebne politične utemeljitve. Edina možna rešitev iz zagate bi bil prihod Zaveznikov v Trst pred Jugoslovani, zato je odsek britanskih čet, ki je že bil pri Benetkah, pospešeno napredoval, a že pri Tržiču (Monfalcone) je naletel na jugoslovanske čete, ki so odsvetovale vsako nadaljevanje. Britanske čete so 20 km pred Trstom počakale, da so Jugoslovani dne 1. maja vkorakali v mesto, naslednjega dne pa so se jim pridružile. 
To je bil konec zavezniške invazije na Italijo in druge svetovne vojne. Dokončni zaključek vojne v Evropi se postavlja na datum 8. maja 1945. Zadnja bitka druge svetovne vojne se je odvila v Sloveniji dne 15. maja pri Poljani.

## Poznejše presoje dogodkov
Dve leti trajajoča zavezniška kampanja v Italiji je bila tarča mnogih vzajemnih kritik in negativnih ocen med Britanci in Američani, vendar gre v glavnem le za različna taktična in politična mnenja. Bolj zanimive so ocene zgodovinarjev, ki včasih kar dvomijo, da je bila ta kampanja sploh potrebna. Glavna korist Zaveznikov je bila namreč v tem, da zadržijo v Italiji čim več nemških čet in s tem zmanjšajo pritisk proti Sovjetom na vzhodni fronti in zrahljajo nemško obrambo obale v Normandiji, kar se je sicer tudi zgodilo, a z daleč previsokimi izgubami. Zato se poraja sum, da je šlo v resnici za prikrito nemško iniciativo. Nemci naj bi privabili Zaveznike na stransko bojišče (Italijo), kjer so njihove maloštevilne a prvovrstne divizije zaposlile veliko število bojevnikov, ki bi sicer lahko direktno napadali Nemčijo. Skladno s slednjo teorijo taktiki ugotavljajo, da so bile dejansko zavezniške operacije večkrat improvizirane in nepovezane, medtem ko je Kesselring postopal skrajno urejeno in “po načrtu”, kar daje sumiti določeno predvidevanje. Ne nazadnje, Nemci so odlično poznali in obrnili v svojo korist geografske posebnosti polotoka, medtem ko Zavezniki niso bili pripravljeni na naravne in klimatske ovire. Po poznejših presojah bi to lahko pomenilo načrtovano nemško akcijo, ki so se ji Zavezniki zoperstavljali po sprotnih potrebah.
V opravičilo za nekatere napake Zaveznikov zgodovinar Rick Atkinson ugotavlja, da so bili kljub velikim izgubam doseženi znatni pozitivni rezultati, tako osvoboditev Italije in strateška nadoblast nad Sredozemljem. Poudarja tudi, da je bilo treba izvesti italijansko kampanjo za utišanje Stalinovih kritik, ki je Zaveznike obtoževal, da namerno zavlačujejo obljubljeno odprtje stranskih front. Italijansko stališče pa izpostavlja, da Zavezniki niso rešili Italije, temveč so jo materialno razdejali. Po padcu Mussolinija, ki so ga aretirali in usmrtili partizani (in ne Zavezniki), so bili Italijani pripravljeni na republiko in niso potrebovali nikake rešitve, zato naj bi bila invazija na Italijo le zavezniško sredstvo za pridobitev hegemonije v Sredozemlju.
Da ni mogoče govoriti o rešitvi Italijanov izpod režima, potrjuje dejstvo, da se Zavezniki sploh niso ozirali na preživetje ali potrebe italijanskega ljudstva. Kot primer napadalnosti na narod se navajajo bombardiranja mest in civilnih industrij, pa tudi neobzirnost do italijanske arheološke in umetnostne zapuščine. Tudi v tem primeru sta se stališči Britancev in Američanov razhajali. Medtem ko Britanci niso upoštevali kakih omejitev pri bombardiranju civilnih tarč, so Američani ustanovili komisijo za zaščito umetniških objektov v Evropi. Bombnike so opremili s podrobnim načrtom za bombardiranje, ki je delil 160 krajev na tri skupine. V prvi skupini so bila na primer mesta Rim, Firence in Benetke, čigar bombardiranje je bilo dovoljeno samo s pristankom najvišjih oblasti. Druga skupina je zajemala mesta kot Ravena, Assisi in Pavia, ki jih je bilo dovoljeno bombardirati le v izjemnih okoliščinah. Tretja skupina je bila sestavljena iz krajev, ki bi jih sicer morali zaščititi, a so se nahajala v bližini vojaško pomembnih objektov, zato so bila bombardiranja dovoljena. Kljub temu so bili velikokrat bombardirani tudi objekti iz prve skupine, tako namerno kot po pomoti. Samo Rim je bil bombardiran 51 krat v desetih mesecih, kar je zahtevalo okoli 7 tisoč civilnih žrtev.

## Državljanska vojna
Razni zgodovinski pregledi invazije na Italijo večkrat obidejo dejstvo, da se je odigrala v tistem času prava državljanska vojna med prebivalstvom. Originalna država, Kraljevina Italija, se je otresla dvajsetletne fašistične vlade in se predala Zaveznikom (septembra 1943), medtem ko je Mussolini skušal obdržati vsaj omejeno oblast s stvaritvijo Socialne republike. Ljudstvo se je sicer hotelo znebiti fašizma, a je bilo v veliki meri naklonjeno republiški ureditvi države in prav to je obljubljal Mussolini. Edino boj proti nemškemu okupatorju je bil za ljudstvo razumljiv, saj so Italijani predvsem hoteli zaključiti vojno, a so kaj kmalu razumeli, da sploh nimajo besede v spopadu med Zavezniki in Nemci, ki se je odigraval na njihovih tleh. Edina rešitev iz zagate naj bi bil istočasen upor proti Nemcem, proti fašistom in proti monarhiji ter trenutno sodelovanje z Zavezniki, ki so imeli do neke mere podobne cilje. Iz tega mišljenja se je porodilo uporniško gibanje, ki je sprva načrtno opustilo vsako ideološko teorijo in uprlo vse moči najprej proti okupatorju. Ko so bili Nemci premagani, je pa prišla do izraza čista državljanska vojna, dejansko med fašisti in antifašisti.
Prvi in morda najhujši udarec na italijansko ljudstvo je bilo prav premirje septembra 1943, ker državne oblasti niso dovolj jasno povedale, da gre le za predajo Zaveznikom in še daleč ne za zaključek sovražnosti, ki so ga vsi pričakovali. V državi je vladala popolna zmeda. Najteže je bilo za italijanske vojake, ki niso razumeli, če in komu naj se predajo ali če morajo ostati na položajih, zato je večina razumela, da je vojne konec in da gredo lahko domov; kdor je pa uvidel, da sploh ne gre za demobilizacijo, spet ni vedel, kateri vojski naj se pridruži, ali kraljevi (ki se je predala Zaveznikom) ali republiški (to je Mussolinijevi, ki je podpirala Nemce). Največ bojevnikov je pristopilo k uporniškim gibanjem.
Skrajna zmeda in prisotnost bivših bojevnikov na obeh straneh spopada sta zanetili državljansko vojno, v okviru katere so se dogodila težka zločinska dejanja, v glavnem v obliki terorističnih napadov in kazenskih represalij. Tragične posledice te državljanske vojne so bila tudi povojna obračunavanja, ki so po državnih (a nikoli objavljenih) statistikah znašala 8197 ubojev in 1167 verjetnih ubojev (pogrešanih oseb).